# Distretto elettorale di Okakarara
Il distretto elettorale di Okakarara è un distretto elettorale della Namibia situato nella Regione di Otjozondjupa con 22.747 abitanti al censimento del 2011. Il capoluogo è la città di Okakarara.